# Ar-Raqqah
Ar-Raqqah (tiếng Ả Rập: الرقة / ALA-LC: ar-Raqqah), cũng được viết là Rakka, là một thành phố ở phía bắc miền trung bộ Syria nằm trên bờ phía bắc của sông Euphrates, khoảng 160 km về phía đông Aleppo. Đây là thủ phủ của tỉnh Ar-Raqqah và một trong những thành phố chính của lịch sử Diyar Muḍar, phần phía tây của Jazira. Thành phố này từng là kinh đô của Nhà Abbasid từ năm 796 đến năm 809 dưới thời Caliph Harun al-Rashid. Ở đây có nhiều công trình kiến trúc cổ. Những kiến trúc không thuộc Islam Sunni đã bị lực lượng Nhà nước Hồi giáo phá hủy, chẳng hạn như Nhà thờ Uwais al-Qarni.
Theo điều tra dân số chính thức năm 2004, dân số của thành phố là 220.488 người, lớn thứ 6 ở Syria.
Hiện nay, thành phố đang bị lực lượng Nhà nước Hồi giáo kiểm soát và sử dụng làm đại bản doanh của lực lượng này ở Syria.